# Choisel
Choisel /ʃwaˈzɛl/ è un comune francese di 542 abitanti situato nel dipartimento degli Yvelines nella regione dell'Île-de-France. Durante la Seconda Guerra Mondiale sul suolo comunale era presente un campo di concentramento nazista.

## Monumenti e luoghi d'interesse
È noto per il "Castello di Breteuil", del XVII-XVIII secolo.

## Società

### Evoluzione demografica
Abitanti censiti